# کاسایی
کاسایی یا کوسایی  (به انگلیسی: Cossaei و به یونانی: Κοσσαῖοι) قبیله‌ای جنگی بودند که در غرب ایران و در منطقه ای کوهستانی به نام کاسا (Cossaea) ساکن بودند و مرتبط با کاسی‌ها بودند که در مرزهای سوزیانا در جنوب و ماد در شمال قرار داشتند. آنها قبیله‌ای کوهنشین بودند و مجهز به تیر و کمان بودند. عمده زمین آنها بایر و بی‌حاصل بود و زندگی را با دامداری و نگهبانی از مرز ها سپری می‌کردند. استرابون از آنها به عنوان مردمی که دائماً در جنگ با همسایگان خود هستند یاد می‌کند و می‌گوید که آنها ۱۳هزار نفر را برای کمک به الیمائی در جنگ علیه مردم بابل و شوش فرستادند. اسکندر نیروهای خود را علیه آنها رهبری کرد و مدتی کاسایی را تحت سلطه خود درآورد. پادشاهان پارسی هرگز نتوانسته بودند آنها رامطیع کنند، اما عادت داشتند که به آنها خراج بدهند، وقتی که آنها سالانه دربار خود را از اکباتانا به بابل منتقل می‌کردند تا زمستان خود را در بابل بگذرانند.
در نگارش نام آنها در بین نویسندگان باستانی تنوع دیده می‌شود. پلینی کاسایی‌ها (Cossaei) را کوسی (Cussii) می‌نامد که ظاهراً در بعضی جاها با کیسیا (Cissia) اشتباه گرفته‌اند.
استرابون  کاسایی‌ها را ساکن زاگرس مرکزی در نزدیکی قوم پارس، الیمایی، ماردی، اوکسی و شوشی می‌داند و می‌نویسد: در آنجا چهار قوم راهزن وجود داشت و پس از پارسیان ماردی‌ها قرار داشتند و اوکسی‌ها و الیمایی پس از ماردی‌ها و شوشی‌ها و کاسایی‌ها پس از مادها و با آنکه هرچهار قوم از شاهان باج سبیل می‌گرفتند آنگاه که شاه از اکباتانا (همدان) عازم بابل میشد می‌بایست به برای کاسایی‌ها هدایایی بفرستد.
استرابون گروه دیگری از کاسایی‌ها را سکنه شمال ماد می‌خواند، وی می‌نویسد: پس از زاگرس که مشرف بر بابل است، سرزمین کوهستانی الیمایی و پریتکانی‌ها و در بالای ماد سرزمین کاسایی‌ها واقع شده است.
بنابر جلد دوم کتاب تاریخ ایران کمبریج کاسی‌ها در سده ۱۸ پیش از میلاد در منطقه لرستان امروزی زیست می‌کردند و بازماندگانی از این مردم تا دوره اسکندر مقدونی با نام کاسایی (Cossaei) در منطقه حضور داشتند.